# Droga wojewódzka nr 429
Droga wojewódzka nr 429 (DW429) – droga wojewódzka o długości 19,5 km, leżąca na obszarze województwa opolskiego. Trasa ta łączy Wawelno z Prószkowem a także z DK45. Droga leży na terenie  powiatu opolskiego. 

## Miejscowości leżące przy trasie DW429
- Wawelno (DW435)
- Polska Nowa Wieś
- Komprachcice
- Ochodze
- Prószków (DW414)